# Múscul dilatador del nariu
El múscul dilatador del nariu (dilatator naris) (pars alaris musculi nasalis) és un múscul de la cara; es troba a la part inferior del nas on constitueix una de les dues parts del múscul del nas. En l'home està molt atrofiat i és una làmina muscular prima. És petit, prim, aplanat i triangular.
Les seves fibres s'estenen en l'espessor de l'ala del nas, del solc nasolabial, a la vora lateral del nariu corresponent. Posteriorment s'uneix a la pell del solc nasolabial. Les fibres que s'apliquen sobre el cartílag de l'ala del nas arriben a la vora inferior de l'ala del nas i es fixen a la cara profunda del tegument.
La seva acció és dilatar l'obertura nasal. Desplaça l'ala del nas lateralment, augmentant així el diàmetre transversal de les narius. Està innervat per la branca bucal del nervi facial (VII nervi craneal).
Se'l considera també com una part del múscul del nas.